# Monodelphis palliolata
Monodelphis palliolata e вид опосум от семейство Didelphidae.

## Географско разпространение
Видът се среща в северна Колумбия и северна Венецуела предимно в района на езерото Маракайбо и карибското крайбрежие на Венецуела. Обитава гори разположени от морското равнище до 2250 m надморска височина. Среща се и във вторично израсли горски насаждения включително и в кафеени плантации.

## Хранене
Представителите на вида консумират основно малки гръбначни и насекоми.